# Nosówko (stacja kolejowa)
Nosówko – stacja kolejowa w Nosówku, w województwie zachodniopomorskim, w Polsce, na linii kolejowej nr 202 łączącej stację Gdańsk Główny ze Stargardem.

## Ruch pasażerski
| Rok  | Wymiana pasażerska na dobę |
| ---- | -------------------------- |
| 2017 | 50-99                      |
| 2022 | 50-99                      |

## Połączenia
- Białogard (REGIO)
- Czarnowęsy (REGIO)
- Chociwel (REGIO)
- Chodzież (REGIO)
- Koszalin (REGIO)
- Łobez (REGIO)
- Oborniki (REGIO)
- Piła (REGIO)
- Poznań (REGIO)
- Rąbino (REGIO)
- Rogoźno (REGIO)
- Runowo Pomorskie (REGIO)
- Sławno (REGIO)
- Słupsk (REGIO)
- Stargard (REGIO)
- Szczecin (REGIO)
- Szczecinek (REGIO)
- Świdwin (REGIO)
- Tychowo (REGIO)
- Ustka (w wakacje) (REGIO)